# خضربيات
الخَضْرَبِيَّات (بالإنجليزية: Chlorobiaceae)‏ هي عائلة من البكتيريا قريبة من شعبة العصوانيات وتعتبر شعبة مستقلة.

## خواصها
تقوم أنواع البكتيريا الكبريتية الخضراء تمثيل ضوئي لا يحتاج إلى الهواء عن طريق مركبات كبريتية مثل كبريتيد الهيدروجين (H2S) و ثيوسلفات (S2O32-), أو من الكبريت .
وبعض أنواع منها يمكنها أكسدة الهيدروجين أو الحديد ثنائي التكافؤ . و عند أكسدة سلفيد الهيدروجين (كبريتيد الهيدروجين) تسير عملية الأكسدة أولا بإنتاج الكبريت الذي تخزنه الخضربيات في خارج الخلايا . ويمكن رؤية حبات الكبريت الميكروسكوبية فيها كحبات فاتحة اللون، ملتصقة بخلايا البكتريا من الخارج .
وعندما يقل إمداد كبريتيد الهيدروجين فتبدأ البكتيريا في أكسدة مخزونها من الكبريت وتحوله إلى سلفات . كذلك توجد بعض الكائنات تأكسد الثيوسلفات Thiosulfat بتمثيل ضوئي وتحوله إلى سلفات .

## وجودها في قاع المحيط
اكتشف نوع من بكتيريا الكبريت الخضراء تعيش بالقرب من مدخنات سوداء في المحيط قرب ساحل المكسيك على عمق نحو 2.500 متر في المحيط الأطلسي . في هذا العمق لا يصلها أشعة الشمس، وهي تعيش على ضياء ضعيف يخرج مع مواد معدنية مختلفة من فوهات مائية حرارية، وقد سمي هذا النوع GSB1
.
تظهر بكتيريا الكبريت الخضراء
Green sulfur bacteria
أيضا في بحيرة «ليك ماتانو» في إندونيسيا على عمق 110–120 متر . وقد تحتوي التجمعات نوع Chlorobium ferrooxidans.